# Giải Martin Ennals
Giải Martin Ennals, cũng gọi là "Giải Nobel Nhân quyền" (the Nobel Prize for human right), được thiết lập năm 1993 để vinh danh và bảo vệ các cá nhân trên khắp thế giới đã tỏ ra đặc biệt can đảm trong việc bảo vệ và làm tăng tiến nhân quyền. Mục tiêu chính của giải là cung cấp sự che chở đặc biệt cho những người hoạt động nhân quyền bị nguy hiểm, bằng cách hướng sự chú ý của các phương tiện truyền thông quốc tế tập trung vào bổn phận thông tin của họ, chủ yếu thông qua truyền hình, phát thanh, internet và báo chí đặc biệt ở quốc gia gốc của họ.
Tiền thưởng của giải là 20.000 franc Thụy Sĩ để hỗ trợ cho việc làm trong lãnh vực nhân quyền của người đoạt giải.
Lễ trao giải hang năm diễn ra ở Genève trong tháng 11.
Giải được đặt theo tên Martin Ennals, cựu tổng thư ký tổ chức Ân xá Quốc tế.
Một ban giám khảo quốc tế gồm đại diện của 10 tổ chức nhân quyền quan trọng nhất, sẽ tuyển chọn những người đoạt giải hàng năm. Các thành viên của Ban giám khảo gồm đại diện các tổ chức Ân xá Quốc tế, Tổ chức Theo dõi Nhân quyền, Liên đoàn Quốc tế Nhân quyền (International Federation of Human Rights), Tổ chức Thế giới chống Tra tấn (World Organisation Against Torture), Front Line Defenders, Ủy ban Luật gia Quốc tế (International Commission of Jurists), Human Rights First, International Service for Human Rights, Diakonie Germany, và HURIDOCS (Human Rights Information and Documentation Systems, International).

## Danh sách các người đoạt giải
- 1994: Harry Wu (Trung quốc)
- 1995: Asma Jahangir (Pakistan)
- 1996: Clement Nwankwo (Nigeria)
- 1997: Giám mục Samuel Ruiz García (Mexico)
- 1998: Eyad El Sarraj (Palestine)
- 1999: Natasha Kandic (Yugoslavia)
- 2000: Immaculée Birhaheka (Cộng hòa Dân chủ Congo)
- 2001: Peace Brigades International (Colombia)
- 2002: Jacqueline Moudeina (Chad)
- 2003: Alirio Uribe Muñoz (Colombia)
- 2004: Lidia Yusupova (Nga)
- 2005: Aktham Naisse (Syria)
- 2006: Akbar Ganji (Iran) & Arnold Tsunga (Zimbabwe)
- 2007: Rajan Hoole (Sri Lanka), Kopalasingham Sritharan (Sri Lanka) & Pierre Claver Mbonimpa (Burundi)
- 2008: Mutabar Tadjibaeva (Uzbekistan)
- 2009: Emadeddin Baghi (Iran)
- 2010: Muhannad Al-Hassani (Syria)
- 2011: Kasha Jacqueline Nabagesera (Uganda)
- 2012: Luon Sorvath (Cambodia)
- 2013: Joint Mobile Group (Nga)
- 2014: Alejandra Ancheita (Mexico)
- 2015: Ahmed Mansoor (United Arab Emirates)
- 2016: Ilham Tohti (Trung Quốc)
- 2017: Mohamed Zaree (Ai Cập)[1]
- 2019: Abdul Aziz Muhamat (Sudan)[2]
- 2020: Huda Al-Sarari (Yemen)[3]
- 2021: Yu Wensheng (China)[4]
- 2022: Phạm Đoan Trang (Việt Nam), Dr. Daouda Diallo (Burkina Faso), Abdul-Hadi Al-Khawaja (Bahrain) [5]